# Joseph Walker
Joseph Albert "Joe" Walker (Washington, 20 de fevereiro de 1921 — 8 de junho de 1966) foi um Piloto (aviação) norte-americano de testes, que em 1963, a bordo do avião-foguete North American X-15, realizou dois voos no espaço, conseguindo atingir altitude superior a 100 km em voos sub-orbitais, que o qualificaram como astronauta pelas regras da Federação Aeronáutica Internacional.
Joe Walker tornou-se assim a primeira pessoa a ir ao espaço por duas vezes e o X-15 foi o primeiro avião-foguete a sair da estratosfera terrestre, até aos voos do Space Ship One, em 2004, de construção particular, feitos pelos pilotos, astronautas e engenheiros Mike Melvill e Brian Binnie.
Como piloto de testes, Walker também voou em diversos tipos de aviões, como o famoso Bell X-1, o primeiro avião a quebrar a barreira do som, e o LLRV (Lunar Landing Research Vehicle) , o primeiro protótipo de um Módulo Lunar, em 1964.
Joseph Walker morreu em 8 de junho de 1966, na colisão do avião que pilotava, um caça a jato F-104, com um bombardeiro supersônico XB-70 Valkyrie, durante as gravações de um filme de publicidade para a Força Aérea dos Estados Unidos.
Em 2005 a NASA conferiu-lhe oficialmente as asas de astronauta a título póstumo.